# Łąki nad Młynówką

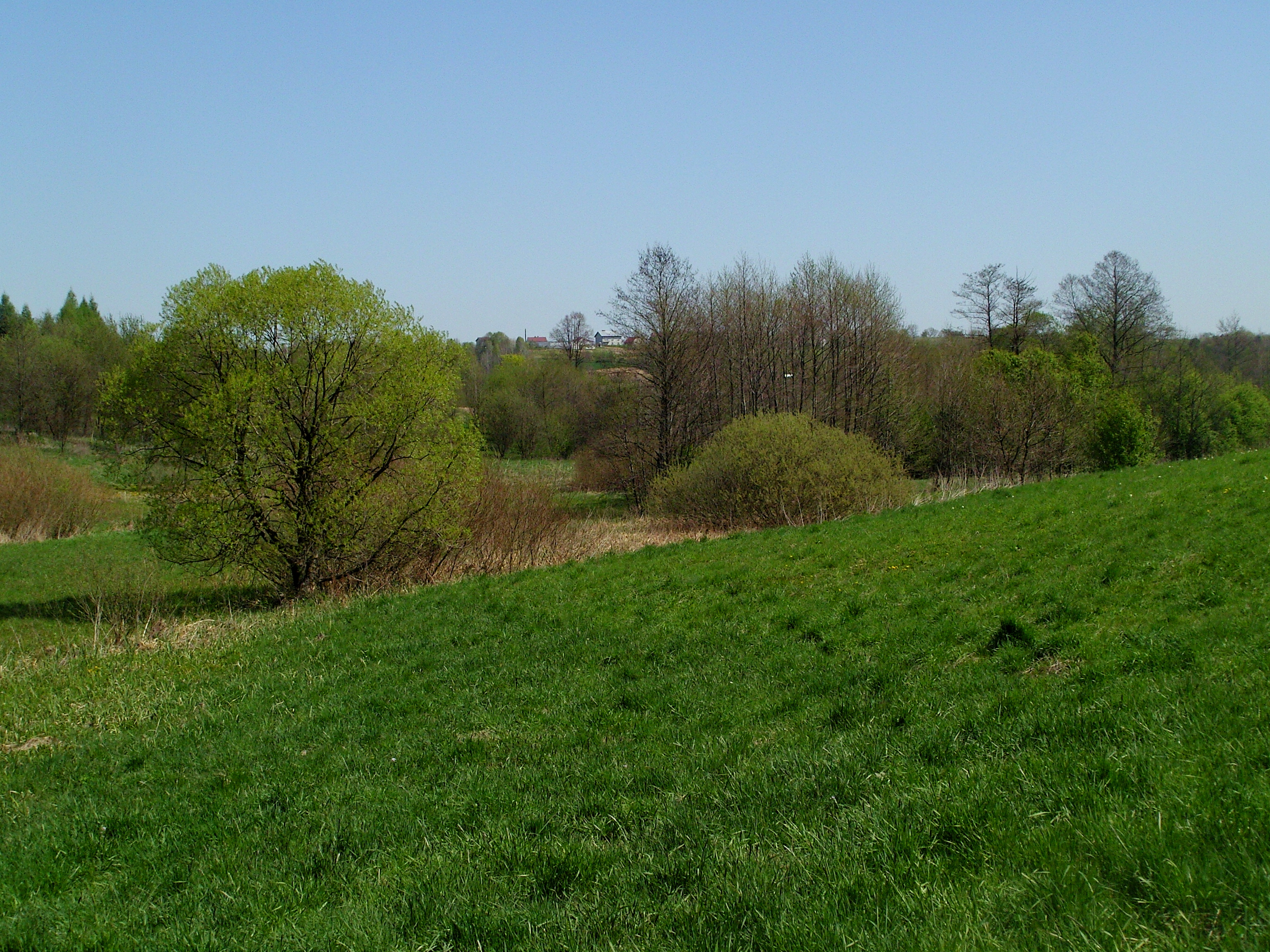
Łąki nad Młynówką

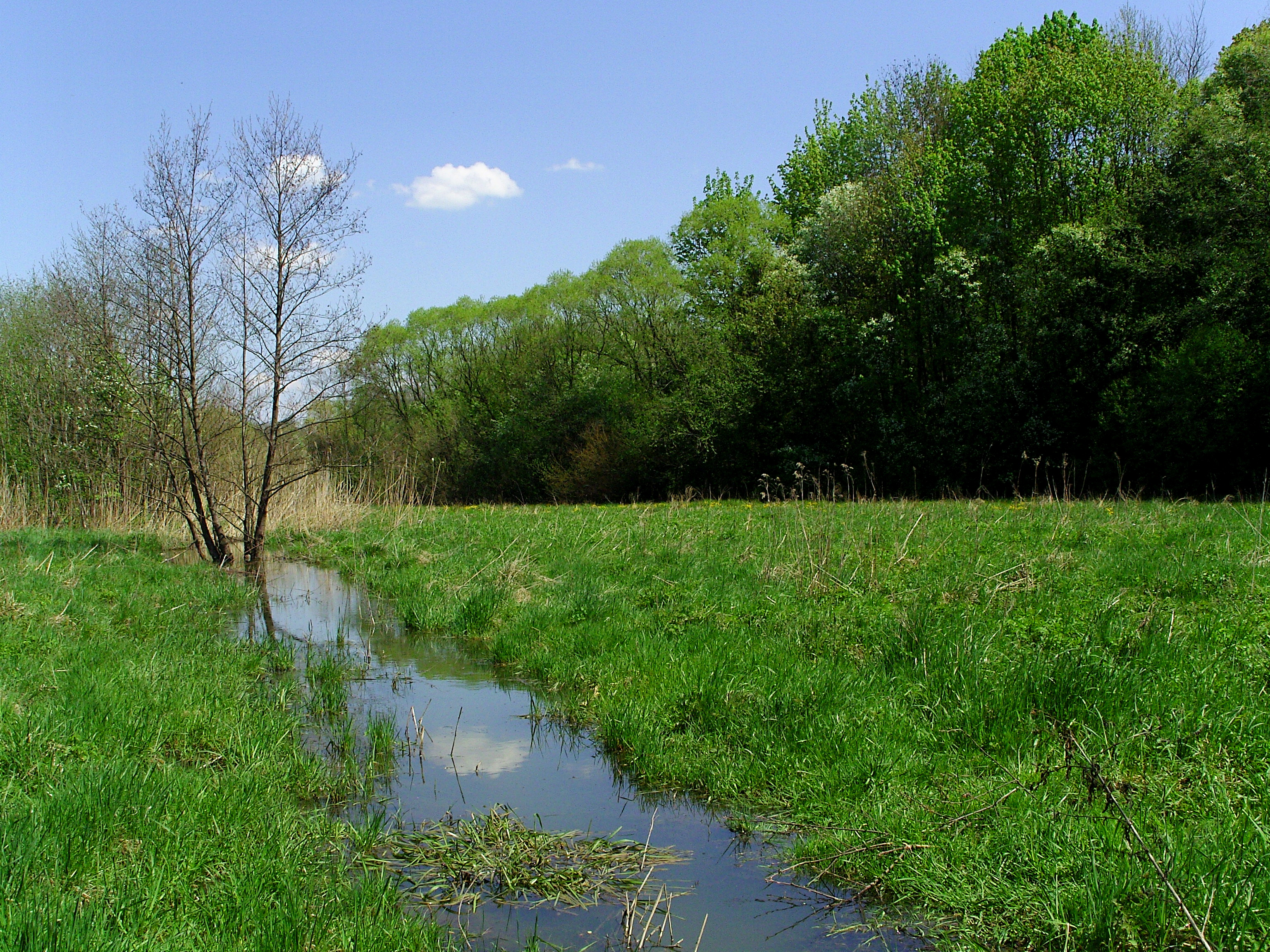
Potok Młynówka w otoczeniu cennych siedlisk łąkowych

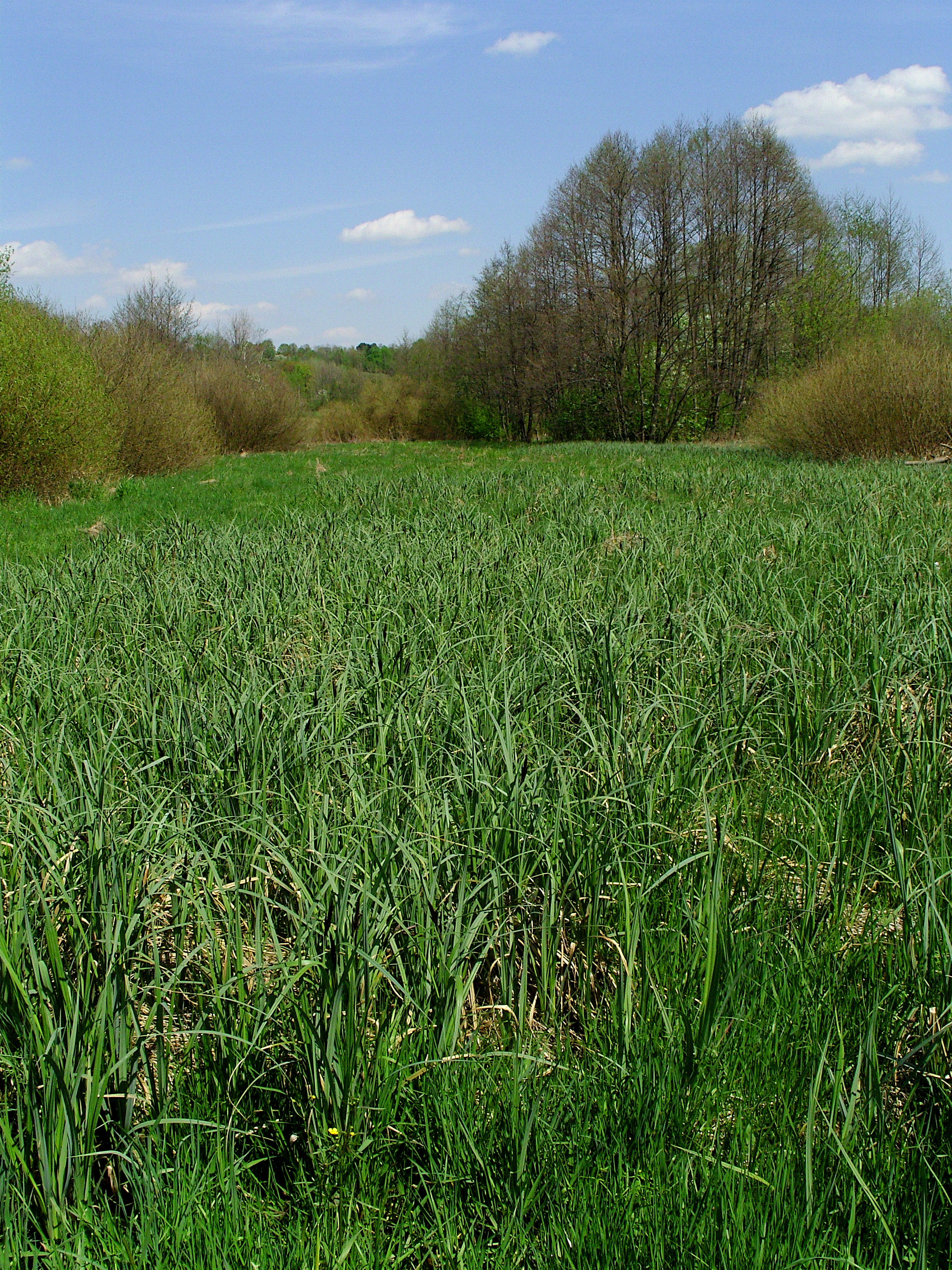
Jedno z siedlisk przyrodniczych

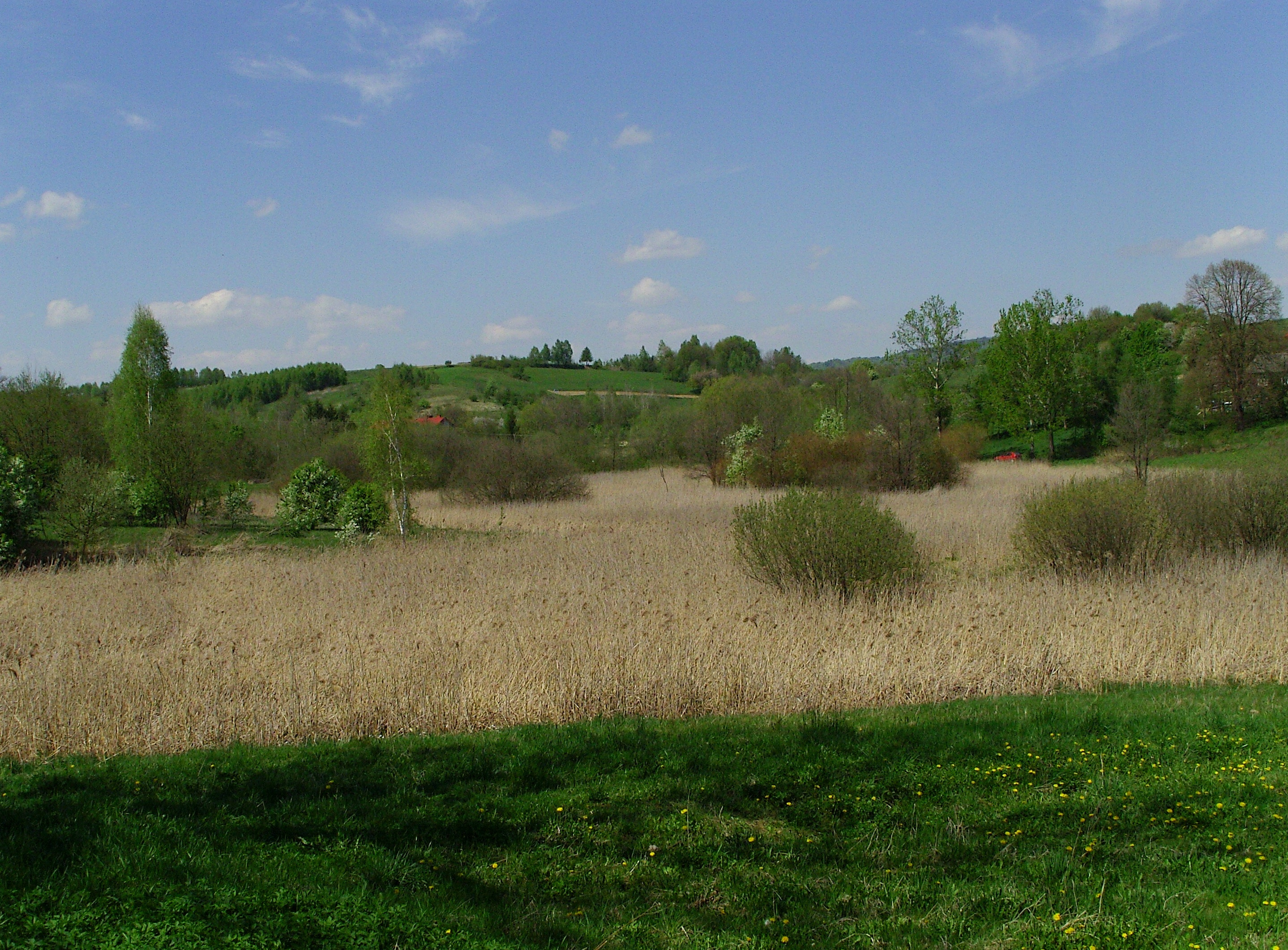
Szuwar trzcinowy w Bączalu Górnym

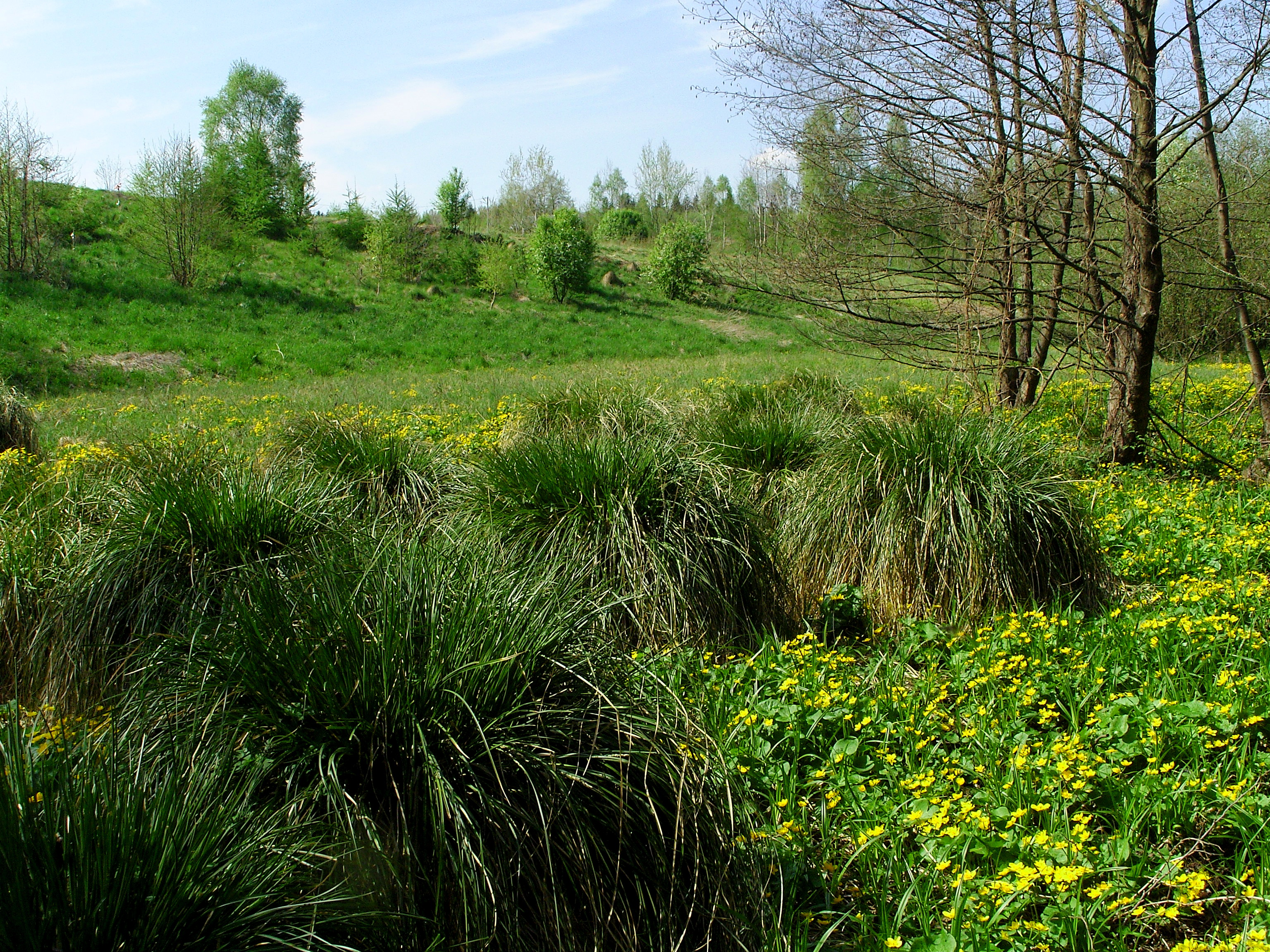
Turzycowisko - Łąki nad Młynówką

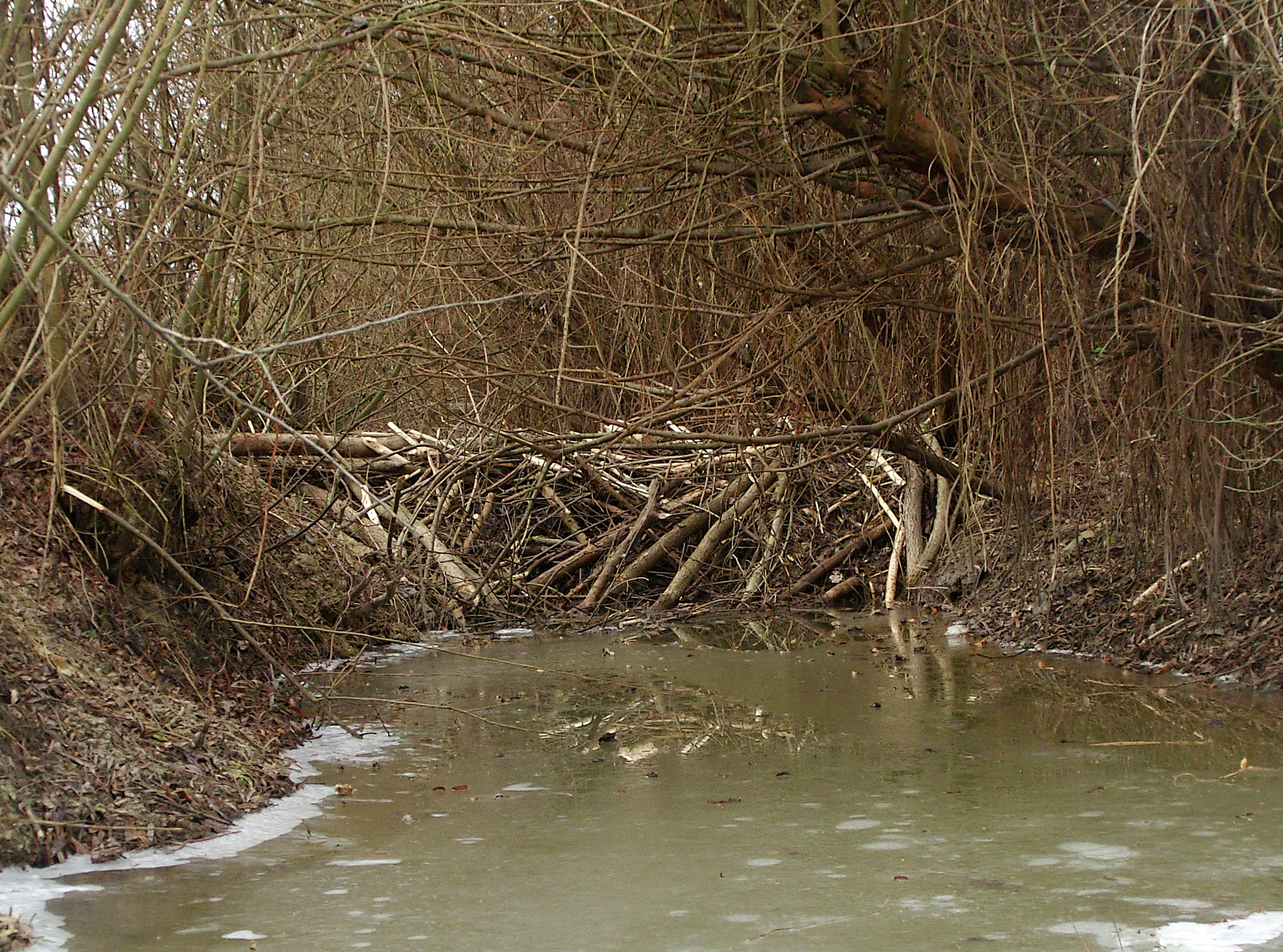
Tama bobrowa wchodząca w ciąg kaskadowy budowli inżynierskich na potoku Młynówka

Łąki nad Młynówką (kod obszaru: PLH180041) – cenne pod względem florystycznym i faunistycznym siedliska łąkowe, które w znacznej części stanowią obszar mający znaczenie dla Wspólnoty sieci Natura 2000 (o powierzchni 51,02 ha). Położone w województwie podkarpackim, w powiecie jasielskim na terenie Pogórza Ciężkowickiego. Jest to jeden z 55 ratyfikowanych przez Komisję Europejską obszarów mających znaczenie dla Wspólnoty (projektowanych specjalnych obszarów ochrony siedlisk) na Podkarpaciu.

## Historia
Obszar zaproponowany w 2009 roku przez rząd Rzeczypospolitej Polskiej, w marcu 2011 roku (na mocy decyzji Komisji Europejskiej ze stycznia 2011) został zaliczony do wykazu obszarów mających znaczenie dla Wspólnoty (OZW), czyli projektowanych specjalnych obszarów ochrony siedlisk (SOO).

## Lokalizacja
Zbiorowiska florystyczne Łąki nad Młynówką obejmują dolinę potoku o nazwie Młynówka (w górnym biegu zwanym Cegielnianką, dawniej Trzciennicą) wraz z dopływami i przylegającymi do nich terenami. Obszar objęty ochroną znajduje się w południowo-zachodniej części województwa podkarpackiego, w powiecie jasielskim na terytorium dwóch gmin:
- Skołyszyn: miejscowość Bączal Dolny,
- Jasło: miejscowości Opacie i Trzcinica.

## Charakterystyka przyrodnicza
Obszar obejmuje głównie świeże i podmokłe łąki i turzycowiska, tradycyjnie koszone i wypasane. Główną osią obszaru rezerwatu jest nieuregulowany, dziki potok Młynówka, któremu towarzyszą zbiorowiska szuwarowe oraz trzęsawiska, wzdłuż którego porastają zarośla i lasy łęgowe, grądowe, wierzbowe oraz w znacznie mniejszym stopniu olszynka górska.

### Flora
Z rzadziej spotykanych i chronionych gatunków roślin występują tutaj m.in.: 
- bobrek trójlistkowy,
- cebulica dwulistna,
- czosnek niedźwiedzi,
- kukułka plamista i kukułka szerokolistna,
- kruszczyk błotny i podkolan biały,
- dzięgiel litwor,
- kopytnik zwyczajny,
- skrzyp olbrzymi,
- bobrek trójlistkowy,
- goździk,
- bluszcz pospolity,
- starodub łąkowy,
- przylaszczka pospolita,
- pierwiosnek wyniosły,
- zimowit jesienny[6]

### Fauna
Faunę obszaru chronionego tworzą m.in.:
- czapla siwa,
- czajka zwyczajna,
- bocian czarny – gatunek z załącznika I dyrektywy ptasiej,
- bocian biały – gatunek z załącznika I dyrektywy ptasiej,
- derkacz zwyczajny – gatunek z załącznika I dyrektywy ptasiej,
- kumak górski – gatunek z załącznika II dyrektywy siedliskowej,
- bóbr europejski – gatunek z załącznika II dyrektywy siedliskowej,
- puszczyk uralski – gatunek z załącznika I dyrektywy ptasiej,
- trznadel zwyczajny,
- kaczka krzyżówka,
- kuropatwa zwyczajna,
- bażant zwyczajny[7]

Nad obszarem ochrony nadzór sprawuje Regionalna Dyrekcja Ochrony Środowiska w Rzeszowie.

### Ekosystemy
Wykaz ekosystemów tworzących obszar chroniony (w procentach):
- siedliska łąkowe i zaroślowe (84%),
- tereny rolnicze (12%),
- lasy mieszane (4%).

### Siedliska przyrodnicze
Wśród szczególnie chronionych siedlisk przyrodniczych na obszarze objętym projektem Natura 2000 największy udział posiadają (w kolejności od najliczniejszych): 
- górskie i niżowe świeże łąki użytkowane ekstensywnie,
- łęgi wierzbowe, topolowe, olszowe i jesionowe,
- grąd środkowoeuropejski,
- zmiennowilgotne łąki trzęślicowe,
- ziołorośla górskie i nadrzeczne,
- torfowiska przejściowe i trzęsawiska[5].